# Sphenoeacus afer
Sphenoeacus afer là một loài chim trong họ Macrosphenidae.